# تيري مور (لاعب كرة قدم)
تيري مور (2 يونيو 1958 بمونكتون في كندا - ) هو لاعب كرة قدم كندي في مركز الدفاع، شارك في كأس العالم 1986 والألعاب الأولمبية الصيفية 1984. وشارك مع منتخب كندا لكرة القدم. أما مع النوادي، فقد لعب مع غلينتوران وتامبا باي راوديز ونادي غوادالاخارا (نادي كرة قدم) وتلسا رافنكس ونادي لارن ‏.

## وصلات خارجية
- تيري مور على موقع الاتحاد الدولي (مؤرشف)  (الإنجليزية)
- تيري مور على موقع قاعدة بيانات كرة القدم.إي يو (الإنجليزية)
- تيري مور على موقع ناشيونال فوتبول تيمز (الإنجليزية)
- تيري مور على موقع أوليمبيديا (الإنجليزية)